# Semaine du cinéma grec 1960
La Semaine du cinéma grec de 1960 est la 1re édition du Festival international du film de Thessalonique. Le festival s'est tenu du 20 au 26 septembre 1960.

## Jury
- Président : Vasílis Georgiádis
- Membres :
  - Strátis Myrivílis
  - Katína Paxinoú
  - Pétros Charis
  - Hélène Vlachou
  - Léna Savvidis
  - Achilléas Manakis
  - Marios Ploritis (el)
  - Yiánnis Móralis

## Films sélectionnés
- Maddalena (Dínos Dimópoulos)
- La Rivière (Níkos Koúndouros)
- Crime dans les coulisses (Dínos Katsourídis)
- Mia tou Kléphti... (Dimitris Ioannopoulos (el))

- Documentaires / courts métrages :
  - Mariage macédonien (Tákis Kanellópoulos)
  - Apollon et Daphné (T. Meritzis)
  - Antiquités d'Athènes (Tákis Kanellópoulos)
  - Foire internationale de Thessalonique (Roussou Koundourou)
  - Ici Athènes (Roussou Koundourou)
  - Épire (G. Panagiotopoulou)
  - Carnaval à Patras (Giorgos Stamboulopoulou)
  - Τ' αναστενάρια (Roussou Koundourou)
  - Τα δάση μας καίγονται (Taki Karra)
  - Hauts fourneaux (Taki Karra)

## Palmarès
- Meilleur réalisateur : Níkos Koúndouros (La Rivière)
- Meilleur scénario : Yorgos Roussos (Maddalena])
- Meilleure photographie : Aristeidis Karydis-Fuchs  (Crime dans les coulisses)
- Meilleure musique : Mános Hadjidákis (La Rivière)
- Meilleure actrice : Alíki Vouyoukláki (Maddalena)
- Meilleur acteur : Dimítris Horn (Mia tou Kléphti...)
- Meilleure actrice dans un second rôle : Zorz Sarri (en) (Crime dans les coulisses)
- Meilleur acteur dans un second rôle : Pantelís Zervós (Maddalena)
- Meilleur documentaire : Mariage macédonien
- Prix spécial à Roussou Koundourou pour Foire internationale de Thessalonique

- Qui aime bien châtie bien (Alékos Sakellários) : prix rétrospectif du meilleur film pour la période 1955-1959
- L'Ogre d'Athènes (Níkos Koúndouros) : prix rétrospectif du meilleur film pour la période 1955-1959
- Stella, femme libre (Michael Cacoyannis) : prix rétrospectif du meilleur film pour la période 1950-1955